# Leśni ludzie
Leśni ludzie – nazwa określająca grupy agitatorów lewicowych, działające na terenie Królestwa Polskiego przed powstaniem styczniowym. 
Działający wiosną i latem 1861 agitatorzy lewicowi, zwani leśnymi ludźmi, próbowali nawiązać kontakty z ruchem chłopskim w Królestwie Polskim. Najbardziej aktywni na Podlasiu i w Grodzieńszczyźnie, ale działający też w Radomskiem i Kieleckiem. Zwalczani przez władze rosyjskie i ziemiaństwo polskie.